# Charles E. Fritch
Charles E. Fritch (Utica, New York, 1927. január 20. – Los Angeles, Kalifornia, 2012. október 11.) amerikai tudományos-fantasztikus, fantasy és horrorszerző.

## Élete
Már 10 éves korában eldöntötte, hogy tudományos-fantasztikus író lesz, egy noteszt hordott magánál, amelybe ötleteit jegyezte fel. A második világháborúban mint ejtőernyős szolgált, ezután a New York államban találhat Syracuse Egyetemen végzett angol nyelv és pszichológia szakokon.
Az 1950-es évek elején Los Angelesbe költözött, ahol megismerte William F. Nolant, akivel együtt dolgozott a The Ray Bradbury Review című magazinnál. Nolan mutatta be Charles Beaumontnak. Később a The Group (más néven: The Southern California School of Writers) nevű írócsoport tagja lett. A csoport tagjai voltak Beaumont, Nolan, John Tomerlin, George Clayton Johnson, Richard Matheson, OCee Ritch, Chad Oliver valamint érintőlegesen Ray Bradbury, Robert Bloch és Harlan Ellison.
Fritch elsősorban tudományos-fantasztikus és misztikus novellákat publikált, leginkább a Gamma magazinban, amelynek szerkesztője Nolan volt. Több, a maga korában povokatívnak számító novellát is írt, például a Negative of a Nude, 7 Deadly Sinnersés a Strip for Murder. Aktívan részt vett a sci-fi közösség munkájában, Forrest J Ackerman közeli barátja volt. Szerette feleségét, Shirleyt, akiről azt tartották, hogy nagyon hasonlít Liz Taylorhoz, barátait gyakran tréfálta meg azzal, hogy feleségének filmsztárhoz illő belépőt rendezett.
A Mike Shayne Mystery Magazine szerkesztője volt 1979 és 1985 közt, Misfortune Cookie című elbeszélése a The Twilight Zone című sorozat egyik epizódjaként került megfilmesítésre. Fritch a Hollywood Forever Cemetery-ben temetőben nyugszik.
Magyar nyelven egyetlen novellája jelent meg a Galaktika 7. számában 1974-ben, Geever elrepül címen.

## Válogatott munkái

### Novellák
- The Wallpaper, Other Worlds Science Stories, 1951
- Night Talk, Starling Stories, 1952
- The Cog, Astounding Science Fiction, 1953
- The Ship, William F. Nolan-nal közösen, The Magazine of Fantasy and Science Fiction, 1955
- Big Wide Wonderful World,  The Magazine of Fantasy and Science Fiction, 1958
- The Castaway, Gamma, 1963
- Different, California Sorcery. Cemetery Dance Publications, 1999

### Antológiák
- Crazy Mixed-Up Planet, Powell, 1969
- Horses' Asteroid, Powell, 1970

### Szerkesztőként
- Gamma, magazin, Star Press, 1963–1965
- Mike Shayne Mystery Magazine, magazin, Renown Publications, 1979–1985

### Televízió
- The Misfortune Cookie, forgatókönyvíró, The Twilight Zone, 1986

### Regényei
- Negative of a Nude, Ace Books, 1959
- Strip for Murder, Eric Thomas álnéven, Kozy Books, 1960
- 7 Deadly Sinners, Christopher Sly álnéven, Athena Books, 1961

## Fordítás
- Ez a szócikk részben vagy egészben  a   Charles E. Fritch című angol Wikipédia-szócikk ezen változatának fordításán alapul.  Az eredeti cikk szerkesztőit annak laptörténete sorolja fel. Ez a jelzés csupán a megfogalmazás eredetét és a szerzői jogokat jelzi, nem szolgál a cikkben szereplő információk forrásmegjelöléseként.